# Andrzej Koszewski
Andrzej Koszewski (Poznań, 26 luglio 1922 – Poznań, 17 febbraio 2015) è stato un compositore e musicologo polacco.

## Biografia
Koszewski cantò fin dal tempo del ginnasio nel coro della cattedrale di Poznań. Dopo la Seconda guerra mondiale studiò dal 1945 al 1950 musicologia e teoria musicale con Adolf Chybiński presso l'Università Adam Mickiewicz di Poznań e quindi dal 1948 al 1953 composizione con Stefan Bolesław Poradowski al Conservatorio di Poznań. Frequentò poi un corso postdiploma al Conservatorio di Varsavia con Tadeusz Szeligowski.
Dal 1948 al 1961 Koszewski insegnò alla Scuola secondaria musicale di Poznań e dal 1950 al 1963 al liceo musicale della stessa città. Dal 1957 insegnò al conservatorio di Poznań, in cui nel 1965 fu nominato assistente e nel 1985 professore ordinario. Come musicologo si è occupato della musica polacca del XIX secolo e specialmente di Chopin nonché di musica contemporanea e di improvvisazione. Ricevette numerosi riconoscimenti da parte del ministero dei Culti polacco e nel 1982 un premio del Primo Ministro per il lavoro svolto con i bambini e con i giovani.

## Opere
- Concerto grosso (Suita w dawnym stylu) per orchestra d'archi, 1947
- Capriccio per pianoforte, 1947
- Trio per violino, violoncello e fortepiano, 1950
- Taniec wielkopolski (Szocz) per piccola orchestra, 1951
- Kantata sielska per coro misto e orchestra sinfonica, 1951
- Mazowianka per coro misto, 1952
- Kolysanka per tre voci femminili o coro femminile o coro misto o contralto e coro misto o contralto e pianoforte o tre voci femminili e pianoforte, 1952
- Suita kaszubska per coro misto, 1952
- Scena taneczna per pianoforte, 1953
- Wokaliza na temat choralu J. S. Bacha per contralto e pianoforte, 1953
- Allegro symfoniczne per grande orchestra, 1953
- Sonata breve per pianoforte, 1954
- Sinfonietta per orchestra, 1956
- Muzyka fa-re-mi-do-si per coro misto, 1960
- Intermezzo per pianoforte, 1962
- Piec dawnych tanców per pianoforte, 1963
- Uwertura kujawska per orchestra sinfonica, 1963
- La espero per doppio coro misto, 1963
- Zdrowas, królewno wyborna per coro misto, maschile o femminile, 1963
- Tryptyk wielkopolski per coro misto o per coro misto e orchestra sinfonica, 1963
- Nicolao copernico dedicatum, cantata per doppio coro misto, 1966
- Spotkanie w Szczecinie per coro misto, 1968
- Gry, piccola Suite per coro misto o femminile, 1968
- Makowe ziarenka, 14 miniature per altoparlante e pianoforte, 1969
- Brewiarz milosci per baritono ed ensemble strumentale, 1969
- Kantylena per coro femminile o di voci bianche, 1969
- Wczoraj byla niedzioleczka per coro femminile o di voci bianche, 1969
- Mala suita nadwarcianska per coro misto, 1969
- Przystroje, 7 melodie popolari polacche per pianoforte, 1970
- Ba-No-Sche-Ro per coro misto, 1971-72
- Da fischiare, tre studi per orchestra di fiati, 1973
- Canzone e danza per coro femminile o di voci bianche o maschile o misto, 1974
- Prologus per coro misto, 1975
- Sonatina I per pianoforte, 1978
- Sonatina II per pianoforte, 1978
- Sonatina III per pianoforte, 1978
- Ad musicam per orchestra vocale, 1979
- Kanony wokalne per 2-3 solisti, 1979-2003
- Campana per coro misto, 1980
- Angelus Domini per coro misto, 1981
- Sententia per doppio coro misto, 1982
- In memoriam per doppio coro misto, 1982
- Pax hominibus per doppio coro misto, 1982
- Zaklecia per coro di voci bianche o femminile, 1983
- Trzy miniatury dzieciece per coro misto, 1983
- Suita lubuska per coro maschile o di voci bianche, 1983
- Polni muzykanci per coro femminile, 1983
- Deszcz per coro femminile, 1983
- Cantemus omnes per coro misto, 1984
- Campana per coro maschile, 1984
- Intrada per coro femminile, 1984
- Canta-move per coro maschile, 1985
- Flusso-Riflusso per coro maschile, 1985
- Ostinato per coro misto, 1986
- Strofy trubadurav na chór mieszany, per coro misto 1986
- Enigma 575 per coro femminile, 1986
- Chaconne I per coro misto, 1987
- Chaconne II per coro misto, 1987
- Chaconne III per coro misto, 1987
- Krople teczy per coro di voci bianche o femminile, 1987-88
- Plot w zimie per coro di voci bianche o femminile, 1988
- Trzy tance polskie per coro femminile o misto, 1988-89
- Serioso-Giocoso per coro misto, 1989
- Canti sacri per coro misto, 1989-91
- Trittico di messa per coro misto, 1992
- Carmina sacrata per coro misto, 1992-94
- Wi-La-Wi, Trittico per coro di voci bianche o femminile, 1994
- Et lux perpetua... per coro misto, 1995-96
- O swicie, o zmroku per soprano e pianoforte, 1996
- Non sum dignus per coro misto, 1996
- Reflex per quintetto d'archi, 1996
- Antiquo more per coro misto, 1996
- Plochliwy zajac per coro di voci bianche, 1997
- Wszystko z basni per coro di voci bianche, 1997
- Messa 'Gaude Mater' per coro misto, 1998
- Pater noster per coro misto, 1999
- Crux – lux per coro misto, 2002
- Razem ze slonkiem per voce, pianoforte e percussioni, 2002
- Unitis viribus, dittico per coro misto, 2002-03
- Ad multos annos per coro misto, 2003
- Spes nostra per coro misto, 2003
- La valse per coro misto, 2004
- Magnificat anima mea Dominum per coro misto, 2004
- Alfabet Guidona per coro misto, 2004
- Magnificat per coro misto, 2004